# Húsafelli (Vágar)
Húsafelli è una montagna alta 591 metri sul mare situata sull'isola di Vágar, appartenente all'arcipelago delle Isole Fær Øer, in Danimarca.